# Gabriel Brun-Buisson
Pour les articles homonymes, voir Brun et Buisson.
Pour le poète, voir Gabriel Brun.
Gabriel Brun-Buisson, né le 23 mai 1883 à Voiron et mort le 3 octobre 1959 à Nice, est un peintre français.

## Biographie
Gabriel Marie Alexis Brun-Buisson naît en 1883 à Voiron, fils de François Alexis Bathélémy Brun-Buisson, docteur en médecine, et d’Aurélie Marie Bovet, son épouse,,.
Il expose au Salon à Paris, devient membre et reçoit une mention honorable pour son dessin en 1927.
Gabriel Brun-Buisson meurt le 3 octobre 1959 à Nice.

## Musées et collections publiques
- Brazzaville, hôtel du Gouvernement, Place Blanche, dépôt en 1929 du Commissariat des expositions (no 10862)[6]
- Joliette, Musée d'art, Vue de l'intérieur de l'église Saint-Séverin de Paris[7]
- Montfort-en-Chalosse, mairie, Châtelin-le-Marchais, Creuse, Peinture, huile sur toile, 44 × 64 cm[8]
- Paris, Ministère de l'Agriculture, Entrée du Désert, à Fourvoirie, tableau, 63 × 38 cm, dépôt en 1928 du Commissariat des expositions (no 10257)[9]

## Expositions particulières
- 1924, Paris, Galeries Georges Petit.
- 1927, Paris, Galeries Georges Petit.
- 1937, Nancy, Galerie Mosser[10].
- 1946, Paris, Galerie Lorenceau.
- 1957, Paris, Galerie Cambacérès.